# Jorramchar
Jorramchar, también transliterado en español como Khorramshahr y Jurramšāhr (en persa, خرمشهر), es una ciudad portuaria en la Provincia de Juzestán en el suroeste de Irán. Queda a unos 10 kilómetros al norte de Abadán. La ciudad se extiende sobre la orilla derecha del Chat-el-Arab (Arvan Rud en persa) cerca de su confluencia con el río Karún.
Las estimaciones sobre su población varían ampliamente entre los 338 922 (2006, ) y 624 321 habitantes. (2005, )

## Historia
En la Antigüedad, ha sido conocida como Piyan, y más tarde Bayan. 
Bhai Mardana, seguidor del Gurú Nanak fundador del sijismo falleció en esta ciudad estando de viaje con Gurú Nanak. 
A principios del siglo XVIII Mohammerah (محمرة que significa "enrojecido" en árabe) se convirtió en el territorio de un jeque. 
En 1925, Reza Shah cambió su nombre en árabe por el persa de Jorramchar. El primer jeque fue Alí Mardan del clan de los Muhaisin de la tribu árabe Bani Kaab. El siguiente jeque fue Yusuf bin Mardo 1800?-1819 quien fundó la ciudad moderna en 1812, cuando la navegación a vapor comenzó en el Karún.
Los jeques posteriores fueron:
- 1819-1881 Jabir al-Kaabi Khan bin Mardo
- 1881-1897 Maz'al Khan ibn Jabir Khan, llamado Muaz us-Sultana
- 1897-1925 Khaz'al Khan ibn Jabir, llamado Sardar-e Aqdas

## Guerra Irán-Irak
Durante la guerra Irán-Irak fue ampliamente devastada por fuerzas iraquíes como resultado de la política de tierra quemada que llevó a cabo Saddam Hussein. Antes de la guerra, Jorramchar había crecido ampliamente hasta convertirse en una de las grandes ciudades portuarias del mundo, y uno de los vecindarios más exclusivos de Irán, con población rica y de clase alta junto con Abadán. Cuando los iraquíes se acercaron a la ciudad, el Ejército Iraní evacuó gran parte de la ciudad. En la defensa de Jorramchar, los iraníes prepararon una serie de diques en las afueras de la ciudad, el primero de ellos con soldados regulares, y el segundo con tanques, artillería y armas antitanque. El Ejército Regular Iraní fue responsable de las defensas externas de la ciudad y el Pasdaran del centro.
Los objetivos iraquíes iban a ocupar las afueras de la ciudad, los barracones Dej en el norte, y el puerto en el sur. Los primeros días de lucha, desde el 30 de septiembre de 1980, los iraquíes limpiaron los diques y capturaron la zona alrededor de la ciudad, aislándola de Abadán y del resto de la provincia de Juzestán. Los primeros dos intentos de entrar en la ciudad, lanzados por una división armada y Fuerzas Especiales, dieron como resultado grandes pérdidas iraquíes.
En respuesta, los iraquíes planearon enviar unidades de comando adicionales con blindados proporcionando respaldo. Las fuerzas especiales iraquíes y unidades de comando tomaron el puerto mientras que brigadas blindadas iraquíes tomaron Dej, ambos antes de trasladarse a los suburbios.
Fue en los suburbios donde el ataque iraquí se atascó cuando encontraron el Pasdaran iraní y los tanques Chieftain. Contraataques locales por equipos de infantería-tanque rechazaron a las fuerzas iraquíes en varios puntos. El mayor peso de la fuerza de tanques iraquíes fue decisivo, pero cuando encontraban blindados iraníes en la defensa, detenían los ataques. Sólo los repetidos asaltos de armas combinadas rompieron la capacidad de los Chieftains de dominar las áreas abiertas dentro del espacio de batalla suburbano.
Al progresar la batalla hacia el centro de la ciudad, los tanques tuvieron un mero papel de apoyo. Los iraquíes ganaban posiciones durante la noche y los iraníes recurrían a los francotiradores. Se luchó casa a casa, recurriendo el Pasaran iraní a todo tipo de armas, desde rifles de asalto hasta palos y navajas.
El objetivo final de la batalla fue el puente que unía Jorramchar con Abadán, que fue tomado por los iraquíes el 24 de octubre de 1980. La ciudad quedó despejada el 26 de octubre. Durante la ocupación iraquí de Jorramchar hubo saqueos y se alegó que también fueron violadas mujeres iraníes. Debido a la pérdida de hombres y las condiciones climatológicas adversas, Irak no pudo llevar a cabo más ofensivas contra Irán.
La ciudad quedó en poder iraquí hasta abril de 1982, cuando los iraníes lanzaron la Operación Beit ol-Moqaddas (en persa: بیت المقدس) para recuperar la provincia de Juzestán. el primer ataque (24 de abril a 12 de mayo) implicó a 70 000 Pasdaran y expulsaron a los iraquíes de la zona de Ahvaz-Susangerd; los iraquíes se retiraron a Jorramchar y el 20 de mayo contraatacaron, pero fueron rechazados. Los iraníes entonces enviaron un ataque total contra Jorramchar, capturando de nuevo la ciudad el 24 de mayo y tomando 19 000 prisioneros. 
La ciudad había quedado devastada, con pocos edificios en pie, lo mismo que otros centros urbanos como Ahvaz o Abadán.

## Economía
La economía de Jorramchar aún está muy afectada por la destrucción y despoblación de los residentes en los años 1980 por los primeros años de la guerra. Las actividades principales son, sin embargo, esencialmente las mismas que antes, la producción de petróleo y la exportación e importación a través del puerto de la ciudad, aunque a escala mucho menor y la restauración aún no se ha completado, aunque ya hayan pasado más de dos décadas. 